# 倍賀春日神社
倍賀春日神社（へかかすがじんじゃ）は、大阪府茨木市にある春日神社九社の一つ。

## 祭神
- 天児屋根命

## 歴史

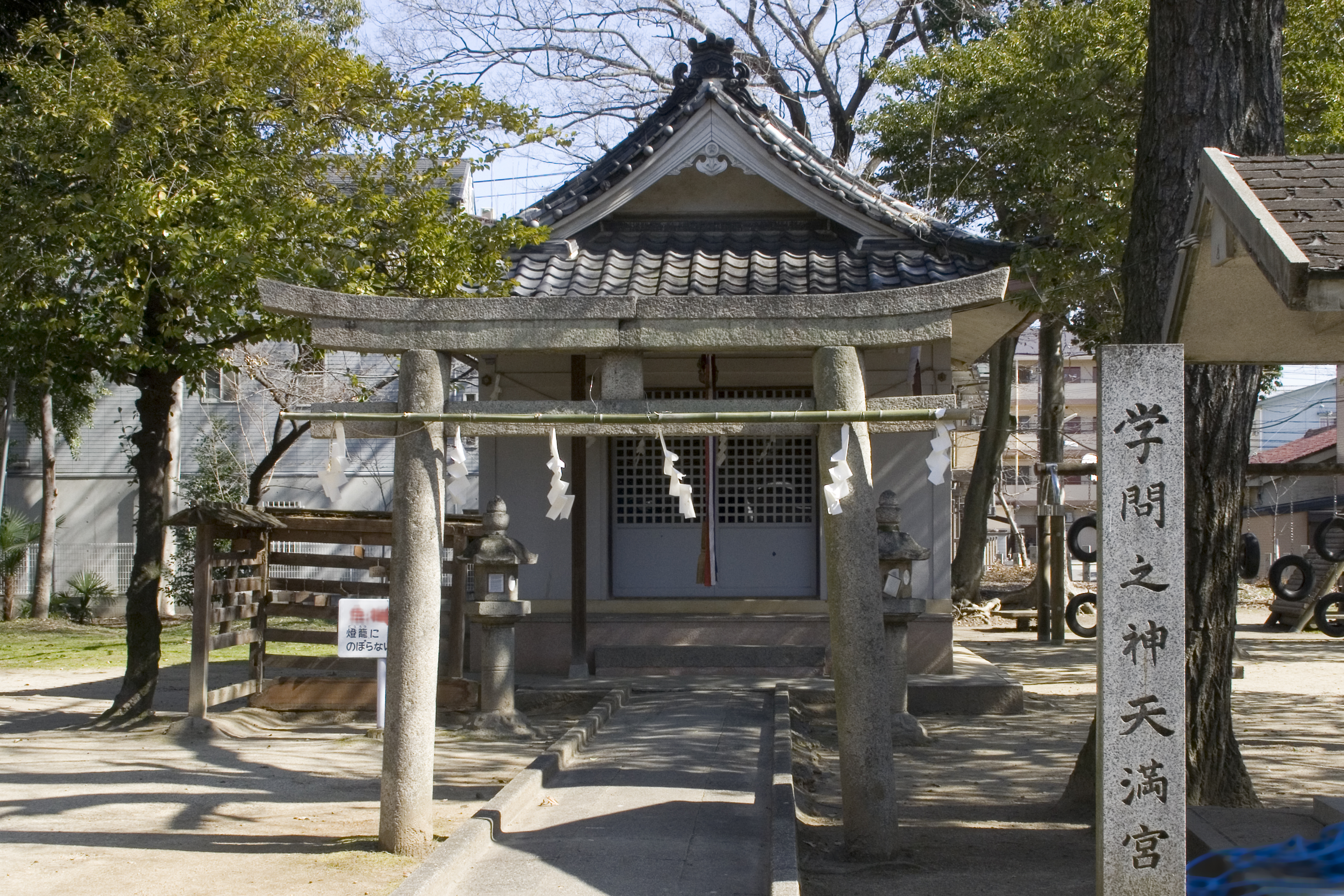
天満宮

村誌には「往古は高良社または高良神社と称し、中條郷の總社として名高かりき。624年前紀國弘此の神を深く信じ、一の誓願を為し大望成就しければ、春日大明神攝刕島下郡高良社石燈爐延慶二八月日願主紀國弘敬白と刻める春日式石燈籠を奉献す。現に社前の石垣内に松の老樹と共に存し、今や大阪府天然記念物と指定せらる。」とある。
天坊幸彦は「伝ふる所によれば神功皇后三韓征伐の際宿禰此地を通り村民の災厄を救ひたりしかば、村民其徳に報ひん為め、祀りて神となしたるなりといふ。春日村に春日神社を奉祀するは当然のことなれば、此伝説は燈籠によりて附会されたるにあらざるか。」と指摘している。
明治5年（1872年）村社に列す。

## 境内社
- 天満宮　　祭神：菅原道真

大正7年（1918年）1月21日、字藪の下に鎮座していた無格社天満宮を合祀。

## 石燈籠

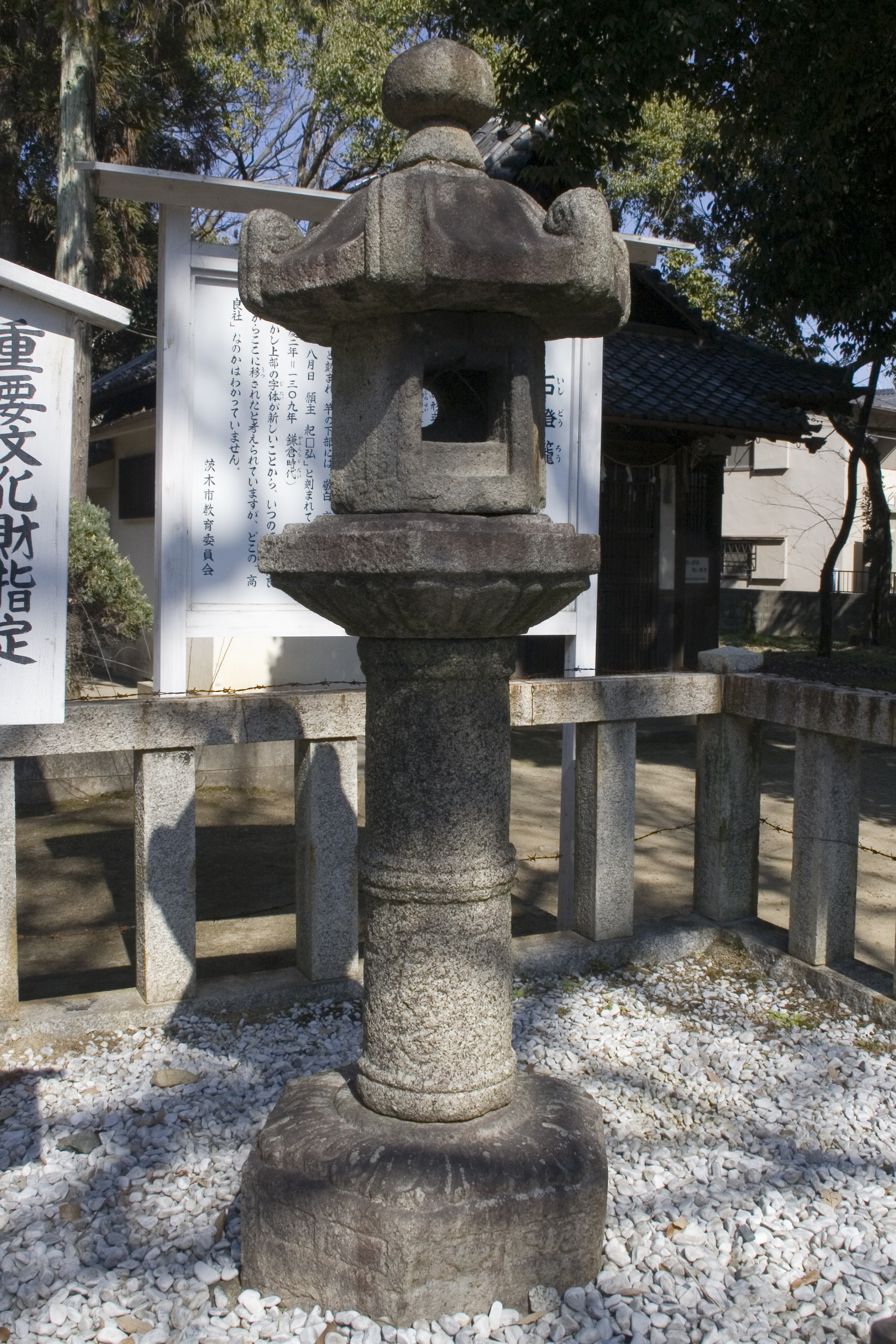
石灯籠

鎌倉時代の作で、三島地区で在銘燈籠中最古。昭和38年7月国の重要文化財に指定される。
銘記上部の「春日大明神　攝刕島下郡　倍加村」は下部の「敬白　高良社　石燈爐　延慶二　八月　願主　紀□弘」と字体が異なり、時代があたらしく、後代の人によって追刻されたもの。
高熊子竿は「春日神社の石燈籠考」で、高良社は高良大社（久留米市）ではなく、石清水八幡宮の摂社高良社（こうら）のことで、延慶2年（1309年）には花園天皇も行幸して高良社に下賜あり、高良大社も敬意を表して石燈爐を寄進。その後放置されていたのを明治初期に倍賀村の人々がもらい受けて氏神に祀ったと考察しています。